# J. Christopher Stevens
John Christopher Stevens (ur. 18 kwietnia 1960 w Grass Valley, zm. 11 września 2012 w Bengazi) – amerykański prawnik i dyplomata, od maja do września 2012 ambasador Stanów Zjednoczonych w Libii. Zginął w czasie ataku partyzantów na konsulat USA w Bengazi, jako pierwszy od 33 lat (od śmierci Adolpha Dubsa) szef amerykańskiej misji dyplomatycznej zabity w czasie pełnienia obowiązków.

## Życiorys
Studiował w Berkeley na University of California, Berkeley, University of California, Hastings College of the Law oraz w National War College. W latach 1983–1985 służył w Korpusie Pokoju, ucząc angielskiego w Maroku. W drugiej połowie lat 80. pracował jako prawnik specjalizujący się w międzynarodowym prawie handlowym.
W 1991 dołączył do Służby Zagranicznej Stanów Zjednoczonych (ang. United States Foreign Service). Pracował na placówkach w Jerozolimie, Damaszku, Kairze oraz w Rijadzie. Dwukrotnie przebywał też w Libii, najpierw w latach 2007–2009 jako zastępca ambasadora, a od marca do listopada 2011 jako specjalny wysłannik rządu USA akredytowany przy Narodowej Radzie Tymczasowej. W czasie pobytów w USA pracował na różnych stanowiskach w Departamencie Stanu, był także ekspertem Komisji Spraw Zagranicznych Senatu USA. W maju 2012 objął obowiązki ambasadora USA w Libii.

### Okoliczności śmierci
Zginął 11 września 2012 roku wraz z trzema innymi pracownikami amerykańskiej placówki dyplomatycznej, podczas ataku libijskich uzbrojonych bojówkarzy na siedzibę konsulatu USA w Bengazi, gdzie wówczas przebywał. Wystrzelony przez napastników pocisk z granatnika spowodował zapalenie się budynku i śmierć na miejscu jednego z członków personelu konsulatu (dwie inne osoby zginęły w trakcie nieco późniejszych walk z atakującymi). Pracownicy ochrony placówki nie byli w stanie odnaleźć ambasadora w dymie i zamieszaniu, wobec czego opuścili znajdujący się pod ostrzałem gmach bez niego. Jak się później okazało, Stevens zdołał sam dotrzeć na dach budynku, gdzie stracił przytomność wskutek zatrucia dymem. Ambasador został później odnaleziony przez miejscowych mieszkańców i przewieziony do najbliższego szpitala, gdzie stwierdzono brak akcji serca i podjęto resuscytację, która jednak nie przyniosła rezultatu i zakończyła się stwierdzeniem zgonu dyplomaty.